# Loxosceles tehuana
Loxosceles tehuana là một loài nhện trong họ Sicariidae.
Loài này thuộc chi Loxosceles. Loxosceles tehuana được miêu tả năm 1958 bởi Gertsch.